# Банникова Галина Андріївна
Ба́нникова Гали́на Андрі́ївна (*30 березня 1901 — †27 червня 1972) — радянський графік, художник шрифту.
Галина Андріївна народилась 30 березня 1901 року в місті Сарапул В'ятської губернії. В 1930 році закінчила Ленінградський вищий художньо-технічний інститут, відділення Всеросійської академії мистецтв. З 1939 року працювала у Відділі набірних шрифтів ВНДІ поліграфічної промисловості. Автор шрифтів, серед яких найбільш відомі гарнітури «Банниковська» (1950), «Байконур» (1969) та «Кама» (1971).
У своїй гарнітурі «Банниковська», над якою вона працювала багато років, на основі вивчення перших російських шрифтів петровських часів та європейських шрифтів епохи Відродження, Банникова створила перший оригінальний малюнок кирилицького шрифту антиквенного типу, який призначений для набору художньої літератури.
Банникова також є автором численних заголовків, титулів, обкладинок, серій орнаментованих буквиць та інших робіт для поліграфії. Займалась проблемами порівняльної зручночитаємості шрифтів та розрізняння окремих значків. Написала декілька теоретичних робіт з цієї теми. Банникова є лауреатом диплому I ступеня Всесоюзної виставки книги, графіки та плаката 1957 року за свою гарнітуру «Банниковську».